# Sarah McBride
Sarah McBride (Wilmington, 9 de agosto de 1990) é uma ativista e política americana filiada ao Partido Democrata que é a representante do distrito congressional geral de Delaware. Em novembro de 2020, ela foi eleita membra do senado estadual de Delaware, com início do mandato previsto para janeiro de 2021. Atualmente é Secretária Nacional de Imprensa da Campanha de Direitos Humanos.  Ela é a primeira senadora estadual transgênero eleita nos Estados Unidos.

## Juventude
Sarah McBride nasceu em Wilmington, Delaware, filha de David e Sally McBride. Antes de sair do armário, McBride trabalhava com política em Delaware, incluindo na campanha para o advogado-geral estadual de Beau Biden, em 2010, e do governador Jack Markell em 2008. Em 2011, McBride foi eleita presidente do corpo estudantil da American University. Lá, ela ganhou atenção internacional ao se anunciar uma mulher trans no jornal da universidade.
O anúncio de McBride como sendo uma mulher transgênero foi notícia em portais do NPR, The Huffington Post e pela Born This Way Foundation de Lady Gaga. Após sair do armário, ela recebeu uma ligação de apoio do advogado-geral por Delaware, Beau Biden, que disse: "Sarah, eu só queria que você soubesse, estou tão orgulhoso de você. Eu te amo e você ainda faz parte da família Biden." O então vice-presidente dos Estados Unidos, Joe Biden, expressou sentimentos semelhantes, compartilhando que estava orgulhoso e feliz por ela. Em 2012, McBride se tornou uma estagiária na Casa Branca, tornando-se a primeira mulher abertamente transgênero a trabalhar lá em qualquer cargo. Lá, ela trabalhou no Escritório de Relações Públicas, com foco na causa LGBT.

## Carreira
Depois de vencer as eleições primárias democratas de 15 de setembro de 2020 no distrito do senado estadual de Delaware, que é seguramente democrata, ela venceu a eleição de novembro de 2020 . Quando ela tomar posse, ela se tornará a primeira transgênero senadora estadual no país, bem como a autoridade transgênero de mais alta patente no país, lançou o livro Amanhã Será Diferente: Amor, Perda e a Luta pela Igualdade Trans.
Engajada em ativismo desde 2013, McBride é amplamente creditado com a aprovação da legislação em Delaware que proíbe a discriminação com base na identidade de gênero no emprego, habitação, seguro e acomodações públicas.
Em julho de 2016, ela foi palestrante na Convenção Nacional Democrata, tornando-se a primeira transgênero abertamente a discursar em uma convenção partidária importante na história americana.
McBride deve tomar posse como membro do Senado de Delaware em janeiro de 2021. Ela é a primeira senadora estadual transgênero na história dos Estados Unidos. Ela substituiria o democrata Harris McDowell III, que planeja se aposentar no final de seu mandato.
Em agosto de 2014, McBride se casou com Andrew Cray depois que ele recebeu um diagnóstico de câncer terminal. O bispo episcopal Gene Robinson presidiu a cerimônia. Quatro dias depois de suas núpcias, Cray morreu devido ao câncer.